# ダグ・ウィーゼルマン
ダグ・ウィーゼルマン（Doug Wieselman、1954年11月30日 - 、ロサンゼルス生）は、アメリカのジャズ・リード奏者。主にクラリネットとテナーサックスを演奏するが、時折ソプラノサックスとバリトンサックスも演奏する。
ウィーゼルマンは、1976年にカリフォルニア大学サンタクルーズ校で音楽の学士号を取得し、そこでウェイン・ホーヴィッツと初めて演奏を行った。1990年代まで、ホーヴィッツと一緒に多くのバンド等で演奏している。1982年にはロビン・ホルコムとも演奏するようになり、1987年から1996年にかけて彼女と再び演奏した。1980年代後半にはビル・フリゼール、ガイ・クルセヴェク、アンソニー・コールマンとも演奏を行った。1983年にジーナ・レイシュマンと一緒に自身のグループ、Kamikaze Ground Crewをスタートし、1986年にはThe New York Composer's Orchestraを共同で結成した。他にはカレン・マントラー、ネルス・クライン、ベン・ペロウスキーなどの作品にクレジットされている。
ジャズにおける演奏に加えてウィーゼルマンは、フライング・カラマーゾフ・ブラザーズ（ジャグリング・チーム）のパフォーマンスのための音楽を書いたり、シー&ヒム、チボ・マット、アントニー・アンド・ザ・ジョンソンズ、ジョーン・アズ・ポリス・ウーマン、アイアン・アンド・ワイン、ルー・リード、ヨ・ラ・テンゴ、マーサ・ウェインライト、シャダー・トゥ・シンク、Translatorのような、ポップ・ミュージックやロックのためにセッション・ミュージシャンとして参加し演奏したりしている。

## ディスコグラフィ

### ソロ・アルバム
- Todos Santos (1988年、Sound Aspects Records) ※with ウェイン・ホーヴィッツ
- Dimly Lit (2003年、ツァディク)
- From Water (2014年、88 Records)

### マーク・リボーズ・セラミック・ドッグ
- YRU Still Here? (2018年、Northern Spy)